# Uosret

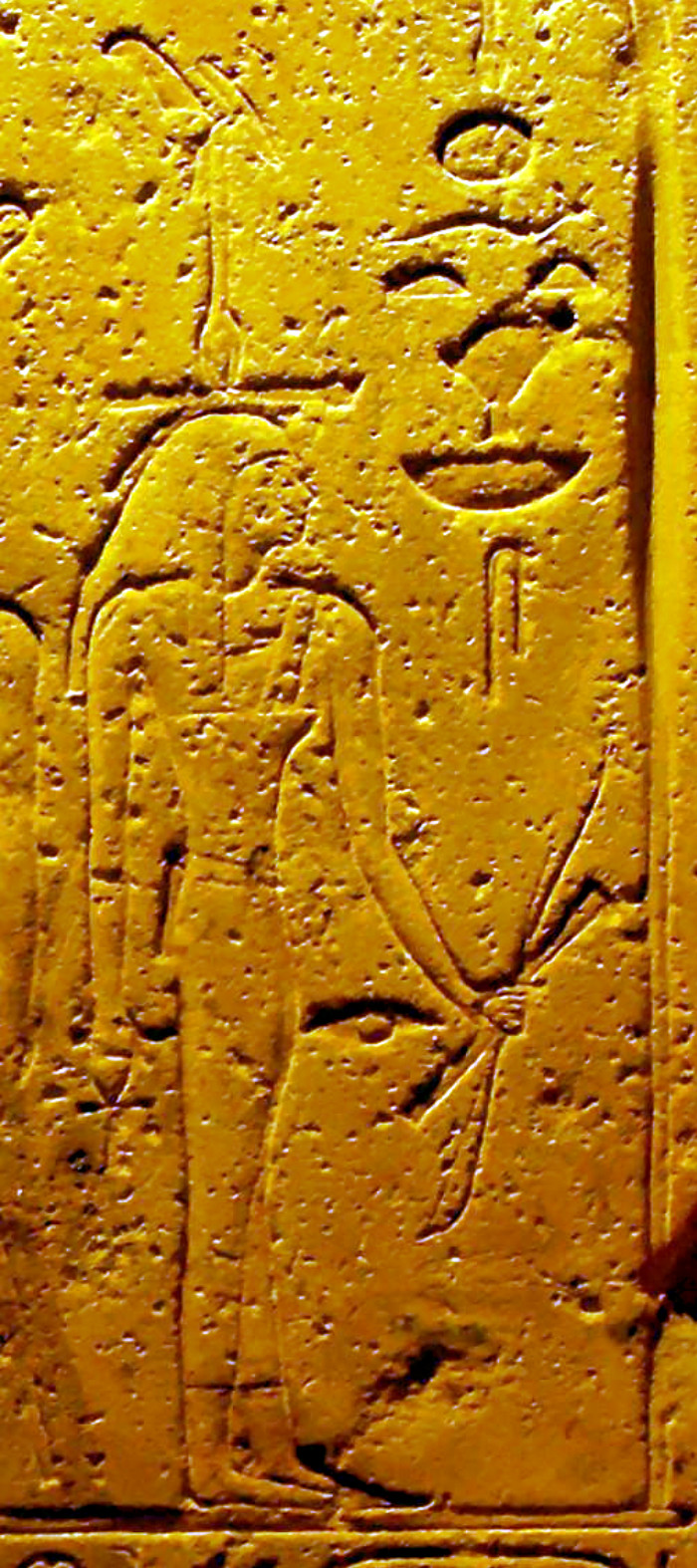
Dettaglio di Uosret da una stele. Musei Vaticani.

Uosret (anche Uasret o Wosret; "La Potente") è una divinità egizia appartenente alla religione dell'antico Egitto, il cui culto era incentrato nella città di Tebe, nell'Alto Egitto.

## Attestazioni
Fu inizialmente venerata come divinità locale protettrice, finché non guadagnò prestigio nazionale durante la gloriosa XII dinastia egizia e la successiva XIII dinastia (XX–XVII secolo a.C.), delle quali ben quattro faraoni presero nome dalla dea: Sesostri, in egizio Senuosret, significa infatti "Uomo di Uosret", "Quello di Uosret".
Le sue rappresentazioni sono estremamente rare e non risulta che le sia mai stato dedicato alcun tempio. Una occorrenza iconografica di Uosret è apprezzabile su una stele conservata ai Musei Vaticani, risalente al regno della controversa regina Hatshepsut (1478–1458 a.C.): Uosret vi è raffigurata con il capo sormontato dal geroglifico rappresentante lo scettro uas ("potere"), sia attributo divino che geroglifico della prima parte del nome della dea, mentre tiene in mano armi come lance, arco e frecce.

Fu la prima dea a essere identificata come sposa di Amon, probabilmente per via della convivenza dei due culti nella città di Tebe (l'egittologo britannico John David Ray l'ha definita "il corrispondente teologico della ragazza della porta accanto"), per poi essere sostituita prima da Amonet e poi da Mut; è però possibile che Mut fosse semplicemente una successiva ri-semantizzazione della stessa Uosret.  

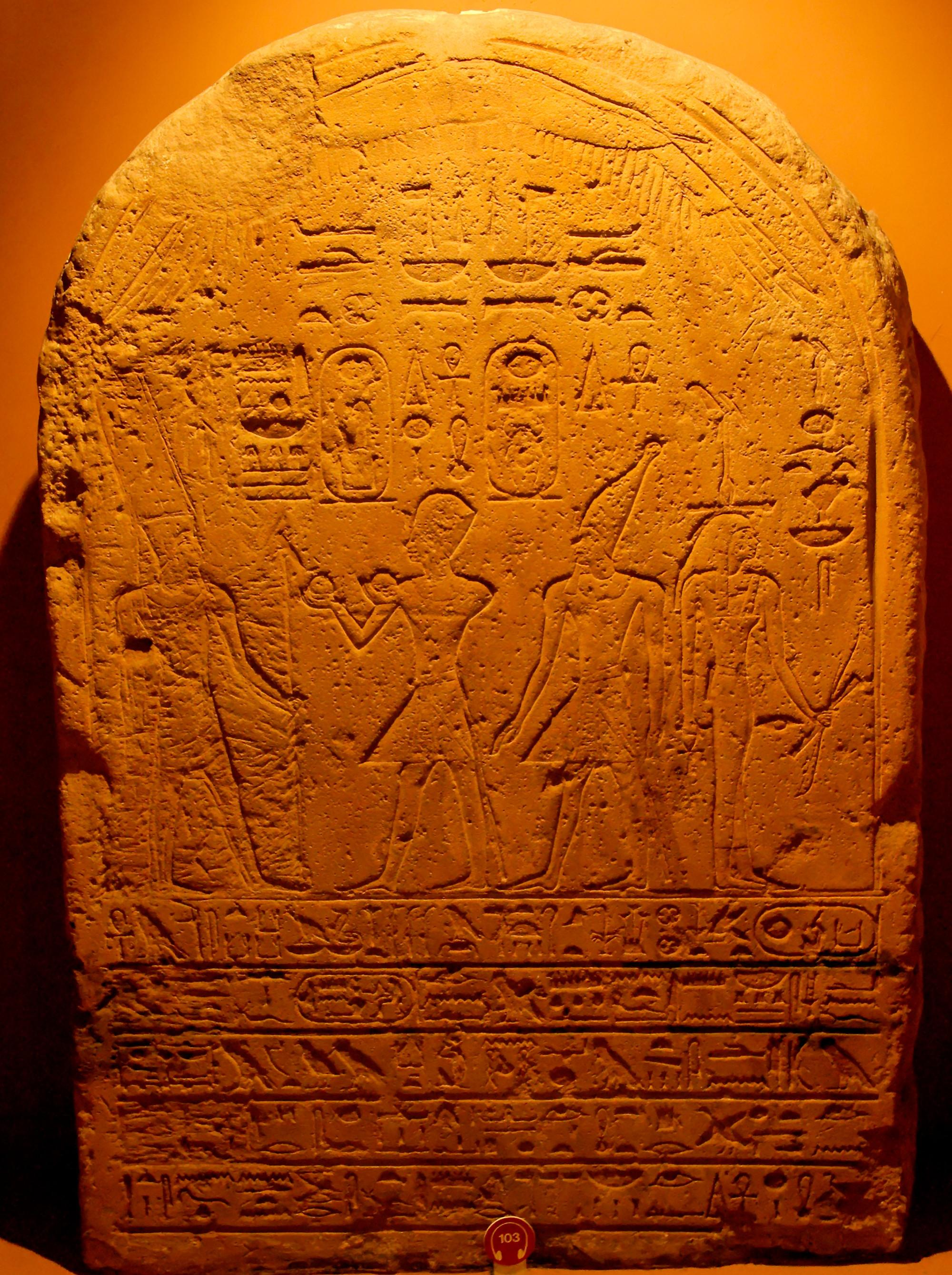
Stele di Hatshepsut con una rara immagine di Uosret. Hatshepsut, seconda da sinistra, con la corona khepresh, offre olio al dio Amon affiancata dal nipote Thutmose III con la corona bianca hedjet. Musei Vaticani, Città del Vaticano.
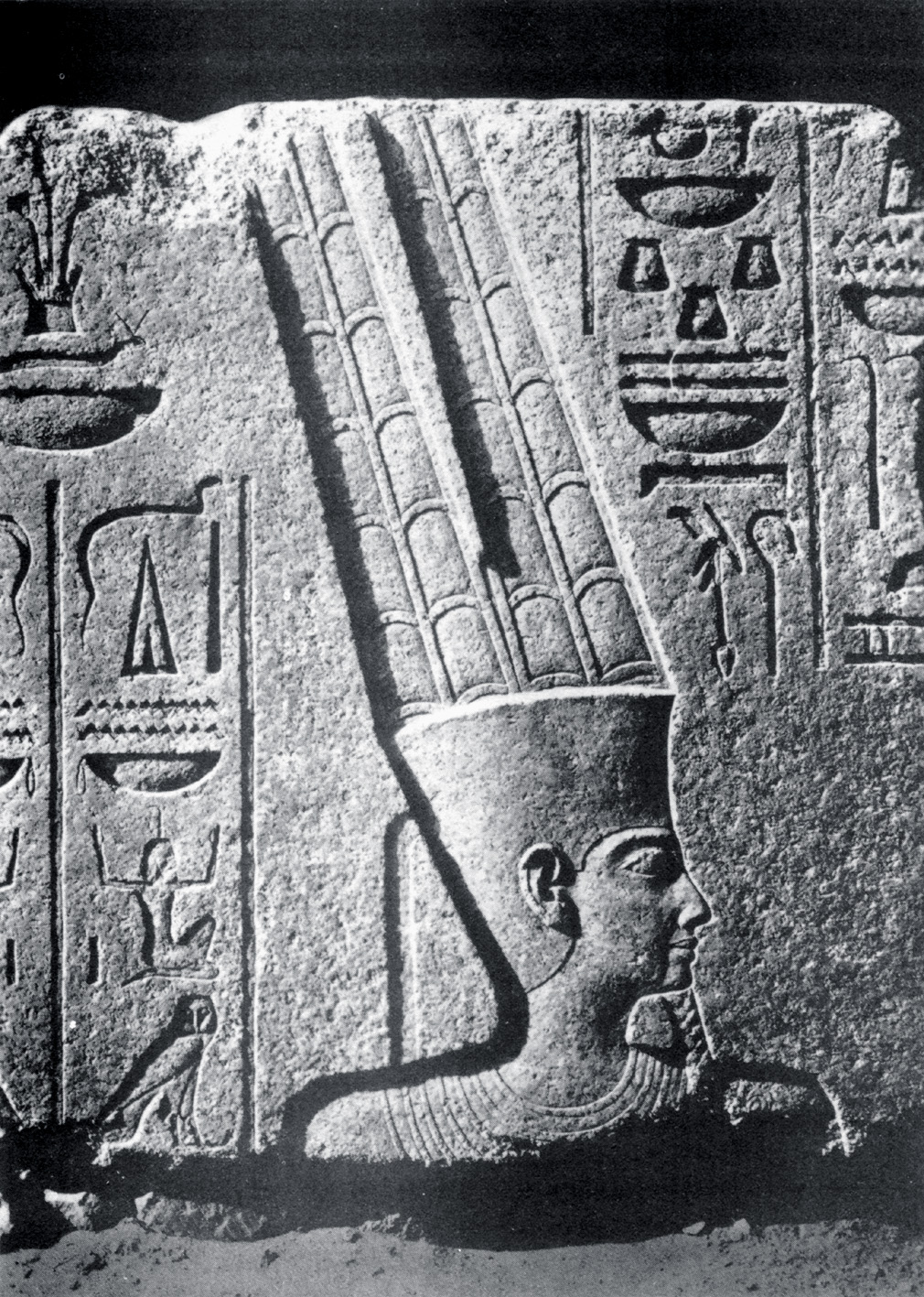
Amon, sposo di Uosret, in un bassorilievo nel Complesso templare di Karnak (ca. 1450 a.C.).
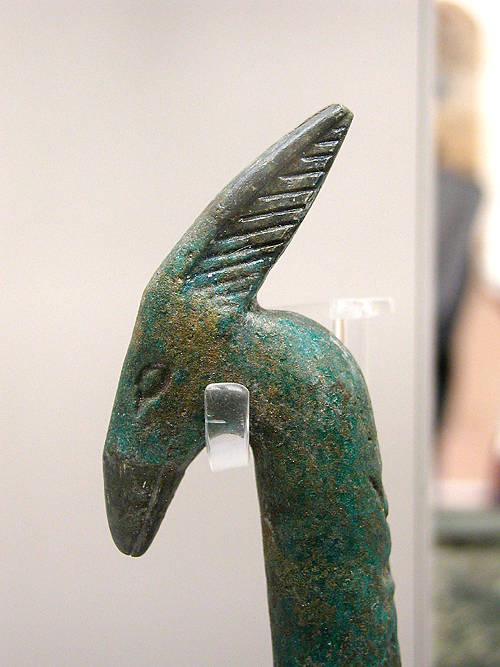
Scettro uas, simbolo della potenza divina, presente nel nome di Uosret. British Museum, Londra.